# Tenero-Contra
Tenero-Contra és un municipi del cantó de Ticino (Suïssa), situat al districte de Locarno.